# ناحیه بیورویل، شهرستان ایروکوی، ایلینوی
ناحیه بیورویل (به انگلیسی: Beaverville Township) یک منطقهٔ مسکونی در ایالات متحده آمریکا است که در شهرستان ایروکوی، ایلینوی واقع شده‌است. ناحیه بیورویل ۱۹۴ متر بالاتر از سطح دریا واقع شده‌است.